# Vicq (Yvelines)
Vicq is een gemeente in het Franse departement Yvelines (regio Île-de-France) en telt 290 inwoners (2005). De plaats maakt deel uit van het arrondissement Rambouillet.

## Geografie
De oppervlakte van Vicq bedraagt 4,4 km², de bevolkingsdichtheid is 65,9 inwoners per km².
De onderstaande kaart toont de ligging van Vicq (Yvelines) met de belangrijkste infrastructuur en aangrenzende gemeenten.

## Demografie
Onderstaande figuur toont het verloop van het inwonertal (bron: INSEE-tellingen).